# Puccinia pappohori
Puccinia pappohori ist eine Ständerpilzart aus der Ordnung der Rostpilze (Pucciniales). Der Pilz ist ein Endoparasit des Süßgrases Pappohorum mucronulatum. Symptome des Befalls durch die Art sind Rostflecken und Pusteln auf den Blattoberflächen der Wirtspflanzen. Sie ist ein Endemit Boliviens.

## Merkmale

### Makroskopische Merkmale
Puccinia pappohori ist mit bloßem Auge nur anhand der auf der Oberfläche des Wirtes hervortretenden Sporenlager zu erkennen. Sie wachsen in Nestern, die als gelbliche bis braune Flecken und Pusteln auf den Blattoberflächen erscheinen.

### Mikroskopische Merkmale
Das Myzel von Puccinia pappohori wächst wie bei allen Puccinia-Arten interzellulär und bildet Saugfäden, die in das Speichergewebe des Wirtes wachsen. Aecien oder Spermogonien der Art sind nicht bekannt. Die zimtbraunen Uredien des Pilzes wachsen beid- oder nur unterseitig auf den Blättern des Wirts. Ihre ebenfalls zimtbraunen Uredosporen sind eiförmig bis breitellipsoid, 31–38 × 24–29 µm groß und fein stachelwarzig. Die beid- oder nur blattunterseitig wachsenden Telien der Art sind schwarzbraun und früh unbedeckt. Die haselnussbraunen Teliosporen des Pilzes sind zweizellig, in der Regel ellipsoid bis langellipsoid und 29–36 × 18–23 µm groß. Ihre Stiele sind gelblich und bis zu 85 µm lang.

## Verbreitung
Das bekannte Verbreitungsgebiet von Puccinia pappohori umfasst lediglich Bolivien.

## Ökologie
Die Wirtspflanze von Puccinia pappohori ist Pappohorum mucronulatum. Der Pilz ernährt sich von den im Speichergewebe der Pflanzen vorhandenen Nährstoffen, seine Sporenlager brechen später durch die Blattoberfläche und setzen Sporen frei. Die Art verfügt über einen Entwicklungszyklus, von dem bislang lediglich Telien und Uredien sowie deren Wirt bekannt sind; Spermogonien und Aecien konnten dem Pilz nicht zugeordnet werden.